# گلستون
گلستون (به انگلیسی: Glaston) یک روستا و محله مدنی در بریتانیا است که در راتلند واقع شده‌است. گلستون ۱۸۵ نفر جمعیت دارد.